# Fingeriana dubia
Fingeriana dubia är en insektsart som beskrevs av Rodney Ramiro Cavichioli 2003. Fingeriana dubia ingår i släktet Fingeriana och familjen dvärgstritar. Inga underarter finns listade i Catalogue of Life.